# August Samuelsson
Erik August Samuelsson, född 14 augusti 1892 i Piteå församling, död 9 oktober 1966 i Uppsala församling, var en svensk präst.
Samuelsson var son till hemmansägare Wiktor Samuelsson och Anna Augusta Öquist. Efter studier i Lund blev Samuelsson teologie kandidat 1925, prästvigdes samma år, blev kyrkoadjunkt i Gällivare församling 1926, kontraktsadjunkt i Norrbottens norra kontrakt 1927, var kyrkoherde i Korpilombolo församling 1930–1940 och i Kågedalens församling från 1940 till pensioneringen 1958. Samuelsson var även riddare av Nordstjärneorden.
Samuelsson gifte sig 1925 med Agnes Ottilia Maria Johansson, med vilken han hade tre barn. Han gifte sig 1933 med Edith Karla Josefina Persson.